# Emmy Gustafsson
Emmy Gustafsson, född den 1 december 2004, är en svensk volleybollspelare som spelar som passare. Hon representerar Hylte/Halmstad och Sveriges damlandslag.